# Billboard Latin Pop Airplay

Le logo du magazine Billboard

Billboard Latin Pop Airplay (également appelé Latin Pop Songs) est un classement publié sur le magazine Billboard. Il se concentre sur la musique pop latine. Il a été établi par le magazine le 8 octobre 1994, Mañana de Cristian Castro étant la première chanson à atteindre le numéro un. Ce hit-parade ne comporte que des singles ou des chansons et, comme la plupart des hitparades Billboard, il est basé sur la diffusion à l'antenne ; ils sont compilés à partir d'informations fournies par Nielsen Broadcast Data Systems (BDS), qui surveille électroniquement les stations de radio dans plus de 140 marchés aux États-Unis. Les graphiques d'audience recoupent les données du BDS avec les informations sur les auditeurs compilées par le système de classification Arbitron afin de déterminer le nombre approximatif d'impressions d'audience des chansons pour chaque partie de la journée. Avec l'édition du 15 août 2020, Billboard a remanié le graphique pour refléter la diffusion globale de la musique pop latine sur les stations de radio latines. Au lieu de classer les chansons diffusées sur les stations de musique pop latine, les classements seront déterminés par la quantité de diffusion de chansons pop latines sur les stations qui diffusent de la musique latine, quel que soit le genre.

## Records

### Artistes ayant le plus de numéros 1
Enrique Iglesias a la plus de chansons classées numéro 1, avec 24 entre 1996 et 2020.
| Nombre | Artiste          | Dates     | Période la plus longue                                                                                     | Réf.   |
| ------ | ---------------- | --------- | --- | ------ |
| 24     | Enrique Iglesias | 1996–2020 | « Bailando » (Enrique Iglesias featuring Descemer Bueno and Gente de Zona) (2014) – 27 semaines            | [ 4 ]  |
| 19     | Shakira          | 1996–2018 | « Suerte » (2001) – 14 semaines                                                                            | [ 5 ]  |
| 14     | Maná             | 1995–2015 | « Si No Te Hubieras Ido » (2008) – 18 semaines                                                             | [ 6 ]  |
| 14     | J Balvin         | 2015–2020 | « Ginza » (2015) – 25 semaines                                                                             | [ 7 ]  |
| 11     | Ricky Martin     | 1998–2016 | « Tal Vez » (2003), « Tu Recuerdo » (Ricky Martin featuring La Mari and Tommy Torres) (2006) – 13 semaines | [ 8 ]  |
| 11     | Cristian Castro  | 1994–2005 | « Vuélveme a Querer » (1995) – 14 semaines                                                                 | [ 9 ]  |
| 11     | Juanes           | 2002–2019 | « Me Enamora » (2007) – 13 semaines                                                                        | [ 10 ] |
| 10     | Luis Miguel      | 1994–2003 | « Cómo Duele » (2002) – 8 semaines                                                                         | [ 11 ] |
| 10     | Ricardo Arjona   | 2000–2012 | « Desnuda » (2000), « El Problema » (2002) – 12 semaines                                                   | [ 12 ] |

### Artistes ayant les plus detop ten
Enrique Iglesias est également l'artiste ayant le plus de titres classés dans le top ten, toujours entre 1996 et 2020.
| Nombre | Artiste          | Dates     | Réf.   |
| ------ | ---------------- | --------- | ------ |
| 42     | Enrique Iglesias | 1996–2020 | [ 4 ]  |
| 38     | Ricky Martin     | 1995–2020 | [ 8 ]  |
| 37     | Shakira          | 1996–2020 | [ 5 ]  |
| 30     | Cristian Castro  | 1994–2010 | [ 9 ]  |
| 29     | Luis Miguel      | 1994–2010 | [ 11 ] |
| 28     | Ricardo Arjona   | 1994–2017 | [ 12 ] |
| 28     | Daddy Yankee     | 2005–2020 | [ 14 ] |
| 28     | Chayanne         | 1994–2017 | [ 15 ] |
| 28     | Juanes           |           | [ 16 ] |

### Artistes ayant les plus de titres classés
Daddy Yankee et Ricky Martin sont les chanteurs ayant les plus de titres qui ont été classés dans le Billboard Latin Pop Airplay avec 53 et 52, respectivement,.
| Nombre | Artiste          | Dates     | Réf.   |
| ------ | ---------------- | --------- | ------ |
| 53     | Daddy Yankee     | 2005–2020 | [ 14 ] |
| 52     | Ricky Martin     | 1995–2020 | [ 8 ]  |
| 47     | Shakira          | 1996–2020 | [ 5 ]  |
| 46     | Enrique Iglesias | 1996–2019 | [ 4 ]  |
| 44     | Ricardo Arjona   | 1994–2017 | [ 12 ] |
| 41     | J Balvin         | 2013–2020 | [ 7 ]  |
| 40     | Cristian Castro  | 1994–2017 | [ 9 ]  |
| 40     | Luis Fonsi       |           | [ 17 ] |
| 39     | Maná             | 1995–2019 | [ 6 ]  |
| 38     | Chayanne         | 1994–2017 | [ 15 ] |

### Top-ten de tous les temps (1994–2017)
En 2017, le magazine Billboard a établi un classement des vingt chansons les plus performantes du hit-parade depuis sa création en 1994. Le classement est établi sur le nombre de semaines que la chanson a passé en tête du classement. Pour les chansons ayant le même nombre de semaines en tête du classement, elles sont classées en fonction du nombre de semaines le plus élevé dans les dix premières, suivi du nombre total de semaines le plus élevé dans le classement.
|     | Chanson                  | Artiste                                                     | Année | Durée et position | Réf.   |
| --- | ------------------------ | ----------------------------------------------------------- | ----- | ----------------- | ------ |
| 1.  | No Me Doy por Vencido »  | Luis Fonsi                                                  | 2008  | #1 for 30 weeks   | [ 18 ] |
| 2.  | Bailando »               | Enrique Iglesias featuring Gente de Zona and Descemer Bueno | 2014  | #1 for 27 weeks   | [ 18 ] |
| 3.  | Ginza »                  | J Balvin                                                    | 2015  | #1 for 25 weeks   | [ 18 ] |
| 4.  | Me Enamora »             | Juanes                                                      | 2007  | #1 for 21 weeks   | [ 18 ] |
| 5.  | Nada Valgo Sin Tu Amor » | Juanes                                                      | 2004  | #1 for 20 weeks   | [ 18 ] |
| 6.  | A Puro Dolor »           | Son by Four                                                 | 2000  | #1 for 19 weeks   | [ 18 ] |
| 7.  | Despacito »              | Luis Fonsi and Daddy Yankee featuring Justin Bieber         | 2017  | #1 for 18 weeks   | [ 18 ] |
| 8.  | Si No Te Hubieras Ido »  | Maná                                                        | 2008  | #1 for 18 weeks   | [ 18 ] |
| 9.  | Y Tú Te Vas »            | Chayanne                                                    | 2002  | #1 for 18 weeks   | [ 18 ] |
| 10. | El Perdón »              | Nicky Jam and Enrique Iglesias                              | 2015  | #1 for 14 weeks   | [ 18 ] |

### Chansons restées le plus longtemps numéro 1
| Année | Chanson                    | Artiste                                                     | Nombre de semaines | Réf.   |
| ----- | -------------------------- | ----------------------------------------------------------- | ------------------ | ------ |
| 2008  | « No Me Doy por Vencido »  | Luis Fonsi                                                  | 30                 | [ 19 ] |
| 2014  | « Bailando »               | Enrique Iglesias featuring Gente de Zona and Descemer Bueno | 27                 | [ 19 ] |
| 2015  | « Ginza »                  | J Balvin                                                    | 25                 | [ 19 ] |
| 2007  | « Me Enamora »             | Juanes                                                      | 21                 | [ 19 ] |
| 2004  | « Nada Valgo Sin Tu Amor » | Juanes                                                      | 20                 | [ 19 ] |
| 2000  | « A Puro Dolor »           | Son by Four                                                 | 19                 | [ 19 ] |
| 2017  | « Despacito »              | Luis Fonsi and Daddy Yankee featuring Justin Bieber         | 18                 | [ 19 ] |
| 2008  | « Si No Te Hubieras Ido »  | Maná                                                        | 18                 | [ 19 ] |
| 2002  | « Y Tú Te Vas »            | Chayanne                                                    | 18                 | [ 19 ] |
| 2019  | « Con Calma »              | Daddy Yankee and Katy Perry featuring Snow                  | 16                 | [ 19 ] |
| 2020  | « Tusa »                   | Karol G and Nicki Minaj                                     | 15                 | [ 19 ] |
| 2015  | « El Perdón »              | Nicky Jam and Enrique Iglesias                              | 14                 | [ 19 ] |
| 2001  | « Suerte »                 | Shakira                                                     | 14                 | [ 19 ] |
| 1995  | « Vuélveme a Querer »      | Cristian Castro                                             | 14                 | [ 19 ] |
| 2013  | « Loco »                   | Enrique Iglesias featuring Romeo Santos                     | 13                 | [ 19 ] |
| 2013  | « Algo Me Gusta de Ti »    | Wisin & Yandel featuring Chris Brown and T-Pain             | 13                 | [ 19 ] |
| 2006  | « Tu Recuerdo »            | Ricky Martin featuring La Mari and Tommy Torres             | 13                 | [ 19 ] |
| 2004  | « Te Quise Tanto »         | Paulina Rubio                                               | 13                 | [ 19 ] |
| 2003  | « TTal Vez »               | Ricky Martin                                                | 13                 | [ 19 ] |
| 2018  | « X »                      | Nicky Jam and J Balvin                                      | 12                 | [ 19 ] |
| 2016  | « La Bicicleta »           | Carlos Vives and Shakira                                    | 12                 | [ 19 ] |
| 2007  | « Dímelo »                 | Enrique Iglesias                                            | 12                 | [ 19 ] |
| 2002  | « El Problema »            | Ricardo Arjona                                              | 12                 | [ 19 ] |
| 2001  | « Azul »                   | Cristian Castro                                             | 12                 | [ 19 ] |
| 2000  | « Desnuda »                | Ricardo Arjona                                              | 12                 | [ 19 ] |

### Début en première pace
| Chanson     | Artiste      | Date          | Réf. |
| ----------- | ------------ | ------------- | ---- |
| « Tal Vez » | Ricky Martin | 12 avril 2003 | ,    |

## Numéros 1 annuels Latin Pop Airplay
| Année | Artiste                                                           | Chanson                   |
| ----- | ----------------------------------------------------------------- | ------------------------- |
| 1995  | Myriam Hernández                                                  | « Ese Hombre »            |
| 1996  | Enrique Iglesias                                                  | « Por Amarte »            |
| 1997  | Luis Miguel                                                       | « Por Debajo de la Mesa » |
| 1998  | Ricky Martin                                                      | « Vuelve »                |
| 1999  | Chayanne                                                          | « Dejaría Todo »          |
| 2000  | Son by Four                                                       | « A Puro Dolor »          |
| 2001  | Juan Gabriel                                                      | « Abrázame Muy Fuerte »   |
| 2002  | Chayanne                                                          | « Y Tu Te Vas »           |
| 2003  | Ricky Martin                                                      | « Tal Vez »               |
| 2004  | Chayanne                                                          | « Cuidarte el Alma »      |
| 2005  | Juanes                                                            | « La Camisa Negra »       |
| 2006  | Maná                                                              | « Labios Compartidos »    |
| 2007  | La 5a Estacion                                                    | « Me Muero »              |
| 2008  | Maná                                                              | « Si No Te Hubieras Ido » |
| 2009  | Luis Fonsi featuring David Bisbal, Aleks Syntek, et Noel Schajris | « Aquí Estoy Yo »         |
| 2010  | Enrique Iglesias featuring Juan Luis Guerra                       | « Cuando Me Enamoro »     |
| 2011  | Don Omar featuring Lucenzo                                        | « Danza Kuduro »          |
| 2012  | Michel Teló                                                       | « Ai Se Eu Te Pego »      |
| 2013  | Daddy Yankee                                                      | « Limbo »                 |
| 2014  | Enrique Iglesias featuring Descemer Bueno et Gente de Zona        | « Bailando »              |
| 2015  | Nicky Jam featuring Enrique Iglesias                              | « El Perdón »             |